# كورت هيرشفيلد
كورت هيرشفيلد (بالألمانية: Kurt Hirschfeld)‏ هو مخرج ألماني، ولد في 10 مارس 1902 في ليرته في ألمانيا، وتوفي في 8 نوفمبر 1964 في زيورخ في سويسرا.